# Liste der Mitglieder des Rheinisch-Deutschen Nationalkonventes
Diese Liste nennt die Mitglieder des Rheinisch-Deutschen Nationalkonventes der kurzlebigen Mainzer Republik (1792/93).
| Abgeordneter                                                             | Ort                             | Anmerkungen                                              |
| ------------------------------------------------------------------------ | ------------------------------- | -------------------------------------------------------- |
| Jakob Albrecht                                                           | Kalkofen                        |                                                          |
| Karl Friedrich Ampt                                                      | Flonheim                        |                                                          |
| Karl Melchior Arand                                                      | Nackenheim                      |                                                          |
| Heinrich Armbrust                                                        | Hefersweiler                    |                                                          |
| Heinrich Bauer                                                           | Rathskirchen                    |                                                          |
| Johann Adam Baum                                                         | Tiefenthal                      |                                                          |
| Philip Adam Becker                                                       | Oberlustadt                     |                                                          |
| Joseph Berg                                                              | Budenheim                       |                                                          |
| Johann Baptist Bittong                                                   | Bingen                          |                                                          |
| Friederich Blanz                                                         | Potzbach                        |                                                          |
| Johann Christoph Bleßmann                                                | Carlsberg (Pfalz)               |                                                          |
| Felix Anton Blau                                                         | Badenheim                       |                                                          |
| Georg Böhmer                                                             | Oberolm                         |                                                          |
| Peter Bohländer                                                          | Höringen                        |                                                          |
| Karl Joseph Schweikard Boost                                             | Bretzenheim                     |                                                          |
| Capr(i)ano                                                               | Dudenhofen                      |                                                          |
| Chelius                                                                  | Ilbesheim                       |                                                          |
| Joh. Jakob Decker                                                        | Obrigheim                       |                                                          |
| Heinrich Denner                                                          | 0                               |                                                          |
| Kaspar Diez                                                              | Sarmsheim                       |                                                          |
| Anton Joseph Dorsch                                                      | Neubamberg                      |                                                          |
| Johannes Dotzauer                                                        | 0                               |                                                          |
| Johannes Edinger                                                         | Rei(ch)stal                     |                                                          |
| Johann Martin Eckel                                                      | Mainz (C)                       | Mainz war zu jener Zeit in sechs Sektoren A–F eingeteilt |
| Joh. Henrich Ekert(t)                                                    | Rudelskirchen (Rudolphskirchen) |                                                          |
| Ernst                                                                    | Hertlingshausen                 |                                                          |
| Max Arnold Fabricius                                                     | Speyer                          |                                                          |
| Georg Fischer                                                            | Kindenheim                      |                                                          |
| Adam Flicker                                                             | Imsbach                         |                                                          |
| Georg Forster                                                            | Mainz (B)                       |                                                          |
| Johann Daniel Frank                                                      | Alsenbrück                      |                                                          |
| Ludwig Frank aus Straßburg                                               | Fußgönheim                      |                                                          |
| Gerhard Fring                                                            | Kempten am Rhein                |                                                          |
| Johann Fruth                                                             | Beindersheim                    |                                                          |
| Anton Fuchs                                                              | Eckelsheim                      |                                                          |
| Georg Gabel                                                              | 0                               |                                                          |
| Johann Baptist Gaul                                                      | Zornheim                        |                                                          |
| Christian Friedrich Geiger                                               | Mühlheim                        |                                                          |
| Germann                                                                  | Kirchheim an der Eck            |                                                          |
| Peter Geipp                                                              | Relsberg                        |                                                          |
| Friderich Gerhardi, Friedrich Gerhardi                                   | Schornsheim                     |                                                          |
| Friderich Jakob Günant, Friedrich Jakob Günant, Friedrich Jakob Gienanth | Winnweiler                      |                                                          |
| Friedrich Gülch                                                          | Gommersheim                     |                                                          |
| Martin Haas                                                              | Ockenheim                       |                                                          |
| Johann Hangen                                                            | Sprendlingen                    |                                                          |
| Leonhard Haß                                                             | Wattenheim                      |                                                          |
| Johann Philipp Herrer                                                    | Harthausen                      |                                                          |
| Johann Höpffender                                                        | Battenberg und Kleinkarlbach    |                                                          |
| Hauser                                                                   | Neuleiningen                    |                                                          |
| Franz Jakob Heimbacher                                                   | Marienborn                      |                                                          |
| Heisel                                                                   | Worms                           |                                                          |
| Joh. Heinrich Hiertes                                                    | Es(s)lingen                     |                                                          |
| Andreas Hofmann                                                          | Mainz (E)                       |                                                          |
| Horn                                                                     | Bissersheim                     |                                                          |
| Benedict Isselhard                                                       | Freisbach                       |                                                          |
| Kaspar Jäger                                                             | Schönborn                       |                                                          |
| Heinrich Kaiser                                                          | Algesheim                       |                                                          |
| Wilhelm Kaufheld                                                         | Rohrbach und Wartenberg         |                                                          |
| Jakob Klein der Krämer                                                   | Dörnbach                        |                                                          |
| Georg Michael Klingmann                                                  | Altdorf                         |                                                          |
| Georg Köber                                                              | Frankeneck                      |                                                          |
| Samuel Köster                                                            | Colgenstein                     |                                                          |
| Michel Konrad                                                            | Nußbach                         |                                                          |
| Michel Lanzer der junge                                                  | Morbach                         |                                                          |
| Johannes Liedi                                                           | Niederhochstadt                 |                                                          |
| Jakob Loos                                                               | Obersaulheim                    |                                                          |
| Adam Lux                                                                 | Volxheim                        |                                                          |
| Matheus Maier, Matheus Mayer                                             | Landstuhl                       | wurde mit 81 von 88 Stimmen gewählt                      |
| Johann Marx, Johannes Marx                                               | Schweisweiler                   |                                                          |
| Christian Mannweiler                                                     | Finkenbach                      |                                                          |
| Johann Georg Messer                                                      | Weisenheim                      |                                                          |
| Peter Meinunger                                                          | Erpolzheim                      |                                                          |
| Mathias Metternich                                                       | Mainz (F)                       |                                                          |
| Meuth                                                                    | Wöllstein                       |                                                          |
| Johann Mildenbucher, Johannes Miltenbucher                               | Dietersheim                     |                                                          |
| Christoph Moeser                                                         | Ungstein                        |                                                          |
| August Moßdorff, August Mosdorf                                          | Grünstadt                       |                                                          |
| Georg Münch                                                              | Kallstadt                       |                                                          |
| Georg Philipp Münck                                                      | Asselheim                       |                                                          |
| Konrad Neuhäuser                                                         | Mertesheim                      |                                                          |
| Michel Nunheim                                                           | Bretzenheim                     |                                                          |
| Friedrich Gottlob Oehler                                                 | Großbockenheim                  |                                                          |
| Henrich Ottstadt                                                         | Waldleiningen                   |                                                          |
| Friedrich Pape                                                           | Gaugrehweiler                   |                                                          |
| Karl Christian Parcus                                                    | Altleiningen                    |                                                          |
| Patocki                                                                  | Siefersheim                     |                                                          |
| Petri                                                                    | Gaulsheim                       |                                                          |
| Johann Prinz                                                             | Lohnsfeld                       |                                                          |
| Joh. Rake                                                                | Bermersheim                     |                                                          |
| Franz Joseph Ratzen                                                      | Mainz (A)                       |                                                          |
| Friedrich Reissinger                                                     | Speyer                          |                                                          |
| Johann Niclaus Reuter                                                    | Quirnheim                       |                                                          |
| Johann Jakob Ritterspach                                                 | Kerzenheim                      |                                                          |
| Peter Röhrig                                                             | Göllheim                        |                                                          |
| Michel Römer                                                             | Reipoltskirchen                 |                                                          |
| Heinrich Joseph Rompel                                                   | Ruchheim                        |                                                          |
| Georg Rubler                                                             | St. Alban                       |                                                          |
| Michel Schäfer                                                           | Herxheim am Berg                |                                                          |
| Scheuer                                                                  | Klein-Winternheim               |                                                          |
| Joseph Schlemmer aus Mainz                                               | Gumbsheim                       |                                                          |
| Friedrich Schmitt                                                        | Sausenheim                      |                                                          |
| Schraut                                                                  | Worms                           |                                                          |
| Christian Schüze, Christian Schütze                                      | Sembach                         |                                                          |
| Jacob Schwalbach                                                         | Marienborn                      |                                                          |
| Schweikert                                                               | Wiesoppenheim                   |                                                          |
| Peter Schwerd(t)                                                         | Albsheim                        |                                                          |
| Lorenz Seib                                                              | Mainz-Kastel                    |                                                          |
| Christian Solms                                                          | Dürkheim                        |                                                          |
| Andreas Steingässer                                                      | Weisenau                        |                                                          |
| Johann Georg Stitz                                                       | Bechtheim                       |                                                          |
| Streff                                                                   | Kleinbockenheim                 |                                                          |
| Wilhelm Tischleder                                                       | Dromersheim                     |                                                          |
| Kaspar Trumbler                                                          | Monsheim                        |                                                          |
| Karl Joachim Vola                                                        | Uffhofen                        |                                                          |
| Georg Wagner                                                             | Bornheim                        |                                                          |
| Georg Heinrich Weber                                                     | Münchweiler                     |                                                          |
| Wedekind                                                                 | Pleitersheim                    |                                                          |
| Daniel Weinert                                                           | Guntersblum                     |                                                          |
| Wendelinus Wendel, Wendelin Wendel                                       | Büdesheim                       |                                                          |
| Westhofen                                                                | Mainz (D)                       |                                                          |
| Peter Wilz                                                               | Eisenberg                       |                                                          |
| Georg Wirth                                                              | Ebertsheim                      |                                                          |
| Friderich Wittig, Friedrich Wittig                                       | Neuhemsbach                     |                                                          |
| Christian Wolf                                                           | Drais                           |                                                          |